# Marie-Elisabeth de Valois

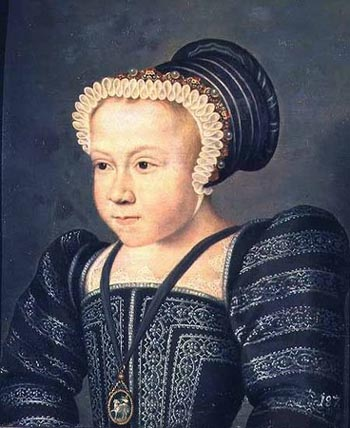
Prinzessin Marie-Elisabeth von Frankreich

Marie-Elisabeth de Valois (* 27. Oktober 1572 in Paris; † 2. April 1578 in Amboise) war das einzige Kind des französischen Königs Karl IX. und Elisabeth von Österreich.
Mit nicht einmal zwei Jahren verlor Marie-Elisabeth den Vater, und 1575 verließ auch ihre Mutter den französischen Hof. Die Erziehung lag nun in den Händen ihrer Gouvernante, Madame Crissé.
Sie soll hübsch und ihren Eltern, vor allem ihrer Mutter, ähnlich gewesen sein.
Brantôme schreibt von ihrer ungewöhnlichen Intelligenz und ihrem Lerneifer, der die kleine Prinzessin schon früh wie eine Erwachsene handeln ließ. So soll sie sich erkundigt haben, wer ihrem Vater zu seinen Lebzeiten wohlgesinnt gewesen war, um diese Personen später dafür zu belohnen.
Sie starb im Alter von fünf Jahren.